# ブラム・ファン・ポーレン
ブラム・ファン・ポーレン（Bram van Polen、1985年10月11日 - ）は、オランダ・ネイケルク出身のサッカー選手。PECズヴォレ所属。ポジションはDF。